# ゲスナー (小惑星)
ゲスナー (9079 Gesner) は小惑星帯に位置する小惑星。ベルギーの天文学者エリック・ヴァルター・エルストがヨーロッパ南天天文台で発見した。
16世紀のスイスの博物学者、コンラート・ゲスナーから命名された。